# گلوگاه (تولید)

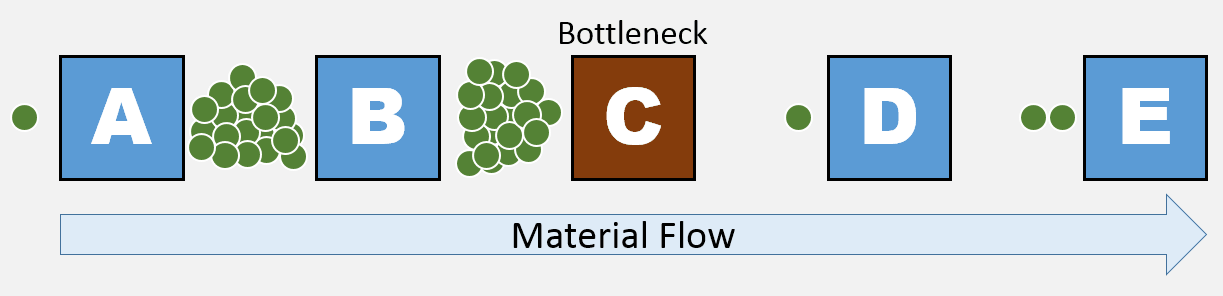
نمونه ای از گلوگاه در جریان مواد تولیدی

در تولید و مدیریت پروژه، گلوگاه یکی از فرایندها در زنجیره ای از فرایندهاست، به گونه ای که محدودیت ظرفیت آن، ظرفیت کل زنجیره را کاهش می‌دهد. نتیجه وجود گلوگاه، توقف در تولید، مازاد عرضه، فشار از سوی مشتریان و روحیه پایین کارکنان است. گلوگاه کوتاه مدت و بلند مدت وجود دارد. گلوگاه‌های کوتاه مدت موقتی هستند و به‌طور معمول مشکل خاصی نیستند. نمونه ای از گلوگاه کوتاه مدت این است که یک کارمند ماهر چند روز مرخصی بگیرد. گلوگاه‌های طولانی مدت دائماً اتفاق می‌افتند و می‌توانند به‌طور تجمعی به‌طور قابل توجهی سرعت تولید را کاهش دهند. یک مثال از گلوگاه طولانی مدت این است که دستگاهی از کارایی کافی برخوردار نباشد و در نتیجه یک صف طولانی داشته باشد.
به عنوان مثال کمبود کارخانه ذوب و پالایشگاه که باعث ایجاد گلوگاه در کارخانه بالادست می‌شود یک نمونه از گلوگاه در زنجیره تولید جهانی است.

## شناسایی گلوگاه‌ها

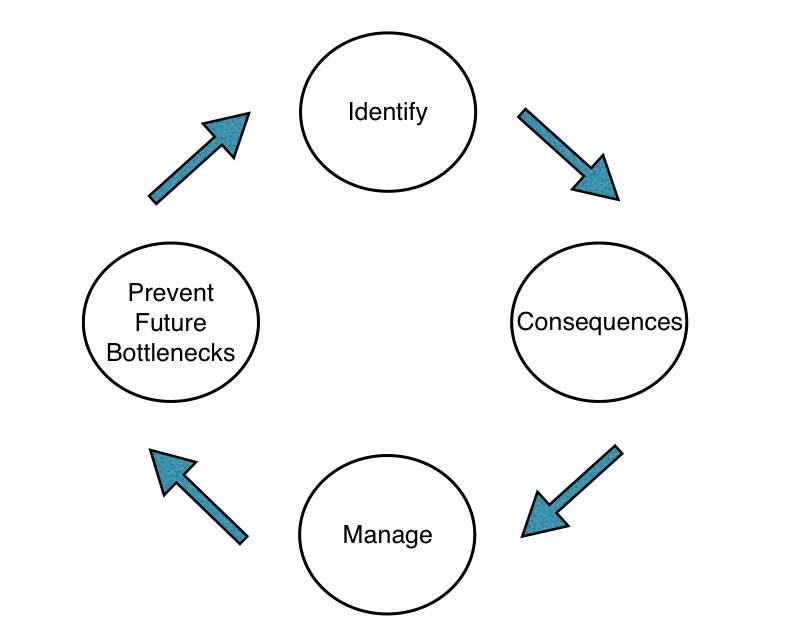
چرخه شناسایی، مدیریت و جلوگیری از گلوگاه‌های تولیدی

تقریباً هر سیستم گلوگاه دارد، حتی اگر یک سیستم جزئی باشد. اگر هر سیستمی با ظرفیت کامل در حال کار باشد، حداقل یک دستگاه فرایندهای جمع‌آوری می‌کند. شناسایی گلوگاه‌ها برای بهبود کارایی در خط تولید حیاتی است زیرا به شما امکان می‌دهد منطقه تجمع را تشخیص دهید. دستگاه یا فرایندی که طولانی‌ترین صف را جمع می‌کند معمولاً یک گلوگاه است، اما همیشه اینطور نیست. گلوگاه‌ها را می‌توان از طریق: شناسایی مناطقی که تجمع در آنها رخ می‌دهد، ارزیابی توان عملیاتی، ارزیابی اینکه آیا هر دستگاه با ظرفیت کامل استفاده می‌شود و یافتن دستگاه با زمان انتظار بالا پیدا و رفع کرد.
1. ↑  "Effects of a Bottleneck in Warehousing". Small Business - Chron.com. Retrieved 2015-10-31.
2. ↑  "Unblocking Bottlenecks: Fixing Unbalanced Processes". www.mindtools.com. Retrieved 2015-10-31.
3. ↑  "bottleneck - Demand Solutions". www.demandsolutions.co.uk. Archived from the original on 30 November 2018. Retrieved 2015-11-04.
4. ↑  "There is always a bottleneck. Sometimes it is you. | BERKONOMICS". BERKONOMICS. Retrieved 2015-11-04.
5. ↑  "How to Identify Bottlenecks in Manufacturing". Small Business - Chron.com. Retrieved 2015-10-31.
6. ↑  "Eliminate Bottlenecks for Process Improvements". www.executiveblueprints.com. Retrieved 2015-11-04.